# Nicolas-Joseph Scalfort
Nicolas-Joseph Schelfauldt ou Schelfondt dit « Scalfort » né le 16 février 1752 à Douai (Nord), mort le 8 novembre 1833 à Lallaing (Nord), est un général français de la Révolution et de l’Empire,.

## Biographie
Nicolas-Joseph Schelfauldt s'enrôle comme dragon dans le régiment de Lanan, devenu 4e chasseurs le 1er avril 1768. Nommé brigadier le 18 avril 1773, il devient maréchal-des-logis le 15 août 1775, fourrier le 10 août 1781, adjudant-sous-officier le 6 septembre 1784, sous-lieutenant le 25 janvier 1792, Lieutenant le 15 mai, et il est fait chevalier de Saint-Louis le 3 août de la même année.
Promu au grade de capitaine le 26 février 1793, il obtient celui de chef d'escadron le 20 février 1794, et reçoit le brevet de chef de brigade le 26 août. Il combat aux armées du Rhin, de Rhin-et-Moselle, de l'Ouest, de Hollande, d'Italie et des côtes de l'Océan.
Il est blessé en Vendée d'un coup de feu à la cuisse, de la suite duquel il a gardé une forte claudication. Nommé colonel, il fait les campagnes des ans VIII et IX, à l'armée d'Italie. Il force les passages de la Piave et du Tagliamento, à la tête de son régiment, et décida en partie le résultat de ces journées.
Élevé au grade de général de brigade le 29 août 1803, c'est à regret qu'il quitte le régiment auquel il appartenait depuis 40 ans. Scalfort est créé membre de la Légion d'honneur le 11 décembre 1803, puis commandeur de l'ordre le 14 juin 1804. Il se distingue à la bataille d'Austerlitz le 2 décembre 1805. Quoique grièvement blessé d'un coup de feu au visage, dès la première charge qu'il exécute sur la cavalerie russe, il ne veut point quitter sa division de toute la journée, et il a un cheval tué sous lui. Déjà il a éprouvé cet accident dans la retraite de Moreau et à l'armée de l'Ouest. Pour le récompenser de ses services, Napoléon lui accorde le titre de baron de l'Empire au mois de décembre 1808 et lui assure une dotation en Westphalie.

« Je me fais un plaisir de vous prévenir, lui écrivait le vice-connétable, major-général, que l'Empereur vient de vous donner un témoignage de la satisfaction qu'il a de votre attachement à sa personne, et des services que vous lui avez rendus, notamment dans la dernière campagne, et qu'il vous accorde un domaine du revenu de 4 000 francs. »

Le général Scalfort retourne en Italie, pour y prendre, sous le prince Eugène, le commandement de la réserve de cavalerie. Ses longs services et ses blessures le forcent bientôt à demander sa retraite, qu'il obtient en 1809. Cependant ses connaissances, comme officier général de cavalerie, le font encore rappeler à l'activité, en 1812. Il doit prendre à Tours le commandement général d'un grand dépôt de remonte.
En 1815, le général Scalfort se retire à Douai, où il commande comme colonel, la Garde nationale. La garnison de cette place, après la désastreuse journée de Waterloo, refuse de se soumettre au pouvoir des Bourbons, que les alliés traînent à la suite de leurs équipages. Elle ne veut point ouvrir les portes de la ville à des paysans qui vociférent aux pieds des murailles et insultent les braves qui la gardent. Le peuple, qui souffre de l'état de siège, et que d'ailleurs quelques meneurs ont insidieusement excité, s'agite dans la ville et se répande en invectives contre la garnison. Des pièces de canon sont braquées sur la Place. L'artillerie et les autres troupes s'y forment en bataille. Alors, la populace, toujours lâchement poussée, ne se contente plus de crier, elle lance des pierres aux artilleurs. Ces braves, que depuis trois jours on abreuve d'outrages, que l'on contient avec peine, se portent avec impétuosité à leurs pièces, les dirigent vers la rue de la Mairie, où se trouvent une affluence considérable de Douaisiens de tous âges et de tous sexes.... La mèche s'approche de la lumière, lorsque le général Scalfort, malgré son infirmité, s'élance à la bouche du canon : « Amis, si vous faites feu, c'est moi que vous frapperez le premier. » Cette action hardie, au-dessus des éloges, arrête la guerre civile, dont est menacée notre malheureuse cité.
Remplacé dans son commandement, après la Restauration française, le général Scalfort n'est plus sorti de la vie privée. Seulement il a continué à faire partie du conseil municipal de Douai jusqu'en 1830, époque à laquelle il se retire presque entièrement à Lallaing.
C'est là qu'il meurt le 8 novembre 1833, vénéré et chéri de tous et couronnant sa belle vie par ses vertus patriarcales et par une inépuisable bonté. Des adieux lui sont adressés sur sa tombe par celui qui écrit ces lignes et qu'il honore d'une amitié particulière. Un monument en marbre, simple et de bon goût lui a été élevé dans le cimetière de Lallaing. Le général a donné la maison qu'il habite et ses biens à cette commune, afin qu'elle y établît un refuge de bienfaisance : ses vœux seront prochainement accomplis.

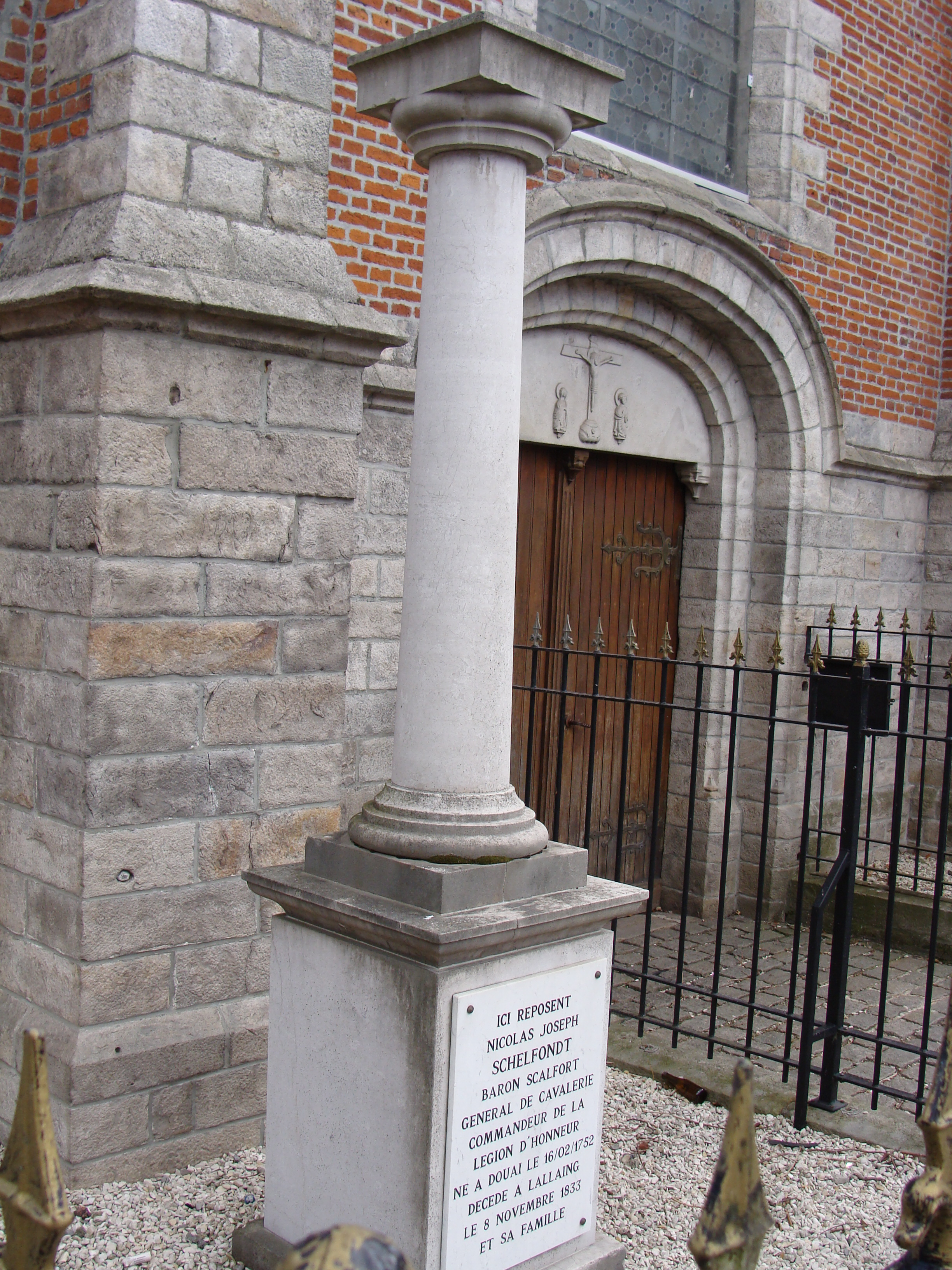
Stèle funéraire du baron Scalfort au porche de l'église de Lallaing

Scalfort a appartenu à la Réunion du Nord dès sa fondation.

## Chronologie
- S'enrôle dans le régiment de Lanan devenu le 4e chasseurs le 1er avril 1768 ;
- Devient maréchal des logis le 15 août 1775 ;
- Fourrier le 10 août 1781 ;
- Adjudant le 6 septembre 1784 ;
- Sous-lieutenant le 25 janvier 1792 ;
- Lieutenant le 15 mai 1792 ;
- Chevalier de l'Ordre de Saint-Louis le 3 août 1792 ;
- Capitaine le 26 février 1793 ;
- Chef d'escadron le 20 février 1794 ;
- Général de brigade le 29 août 1803 ;
- Membre de la Légion d'honneur le 11 décembre 1803 ;
- Blessé d'un coup de feu au menton à la Bataille d'Austerlitz le 2 décembre 1805 ;
- Baron d'Empire par Napoléon en 1808 ;
- Retraite en 1809 ;
- Le général Scalfort se retire à Douai en 1815 ;
- le 18 juin 1815 se déroule la bataille de Waterloo et aussitôt après la garnison de Douai refuse de soumettre au pouvoir des Bourbons, le peuple s'agite dans la ville et se répand en invectives contre la garnison, jetant même des pierres aux artilleurs. Ceux-ci pointent leurs pièces vers la populace située dans la Rue de la Mairie. Scalfort arrête la guerre civile en s'élançant à la bouche à feu et criant Amis, si vous faites feu, c'est moi que vous frapperez le premier.
- 1830 : fait partie du conseil municipal de Douai

## Titre
- Baron de l'Empire (lettres patentes du 21 décembre 1808).

## Décorations
- Légion d'honneur[3] :
  - Légionnaire le 11 décembre 1803, puis,
  - Commandant de la Légion d'honneur le 14 juin 1804.

## Armoiries
| Figure | Blasonnement |
| ------ | --- |
|        | Armes du baron Scalfort et de l'Empire D'argent, à la tour brêchée et maçonnée de sable, ajourée, fermée et terrassée d'or, accostée à sénestre d'un lion grimpant de gueules ; quartier des barons militaires ; et, pour livrées : les couleurs de l'écu. |